# Per Persson Menlös
Per Persson Menlös, född 26 februari 1833 i Hedesunda församling, Gävleborgs län, död 5 februari 1916 i Hedesunda församling, Gävleborgs län, var en svensk spelman.

## Biografi
Per Persson Menlös föddes 1833 på Melensens gård, Rångsta by i Hedesunda socken. Han var son till Per Larsson och bror till spelmannen Lars Persson. Menlös började vid åtta års ålder att spela och lärde sig bland annat några melodier från spelmannen Jonas Boström "Lärk-Jonas" från Bastfallet i Hedesunda socken. Han vann första hederspriset för gamla spelmän vid Spelmanstävling i Uppsala 1909 och fick även kandidat K. A. Håkanssons extrapris, en pokal.